# Senna divaricata
Senna divaricata är en ärtväxtart som först beskrevs av Christian Gottfried Daniel Nees von Esenbeck och Carl Ludwig von Blume, och fick sitt nu gällande namn av John Michael Lock. Senna divaricata ingår i släktet sennor, och familjen ärtväxter. Inga underarter finns listade i Catalogue of Life.